# Dialeges egenus
Dialeges egenus là một loài bọ cánh cứng trong họ Cerambycidae.